# Khánh Bình, Cà Mau
Khánh Bình là một xã thuộc tỉnh Cà Mau, Việt Nam.

## Địa lý
Xã Khánh Bình có vị trí địa lý:
- Phía đông giáp phường Lý Văn Lâm và xã Lương Thế Trân
- Phía tây giáp xã Đá Bạc và xã Trần Văn Thời
- Phía nam giáp xã Trần Văn Thời
- Phía bắc giáp xã Đá Bạc và xã Khánh An.

Xã Khánh Bình có diện tích 104,5 km², dân số năm 2024 là 39.823 người, mật độ dân số đạt 381 người/km².

## Lịch sử
Ngày 5 tháng 5 năm 1950, Ủy ban Kháng chiến – Hành chính Nam Bộ ban hành Quyết định. Theo đó, xã Khánh Bình thuộc huyện Trần Văn Thời mới thành lập quản lý.
Ngày 20 tháng 9 năm 1975, Bộ Chính trị ban hành Nghị quyết số 245-NQ/TW về việc hợp nhất tỉnh Bạc Liêu, tỉnh Cà Mau và 2 huyện An Biên, Vĩnh Thuận (ngoại trừ 2 xã Đông Yên và Tây Yên) của tỉnh Rạch Giá thành một tỉnh mới, tên gọi tỉnh mới cùng với nơi đặt tỉnh lỵ sẽ do địa phương đề nghị lên.
Ngày 20 tháng 12 năm 1975, Bộ Chính trị ban hành Nghị quyết số 19/NQ về việc hợp nhất tỉnh Bạc Liêu và tỉnh Cà Mau thành một tỉnh mới, tên gọi tỉnh mới cùng với nơi đặt tỉnh lỵ sẽ do địa phương đề nghị lên.
Ngày 24 tháng 2 năm 1976, Chính phủ Cách mạng Lâm thời Cộng hòa miền Nam Việt Nam ban hành Nghị định số 3/NQ/1976 về việc hợp nhất tỉnh Bạc Liêu và tỉnh Cà Mau thành một tỉnh mới, lấy tên là tỉnh Bạc Liêu – Cà Mau. Khi đó, xã Khánh Bình thuộc huyện Trần Thời, tỉnh Cà Mau – Bạc Liêu.
Ngày 10 tháng 3 năm 1976, Chính phủ ban hành Nghị quyết về việc thành lập tỉnh Minh Hải trên cơ sở đổi tên tỉnh Bạc Liêu – Cà Mau. Khi đó, xã Khánh Bình thuộc huyện Trần Thời, tỉnh Minh Hải.
Ngày 29 tháng 12 năm 1978, Hội đồng Chính phủ ban hành Quyết định số 326-CP. Theo đó, xã Khánh Bình thuộc huyện Trần Thời.
Ngày 25 tháng 7 năm 1979, Hội đồng Chính phủ ban hành Quyết định số 275-CP về việc chia xã Khánh Bình thuộc huyện Trần Thời thành 4 xã: Khánh Bình, Khánh Trung, Khánh Đông, Khánh Tây.
Ngày 14 tháng 2 năm 1987, Hội đồng Bộ trưởng ban hành Quyết định số 33B-HĐBT về việc giải thể xã Khánh Trung để sáp nhập vào xã Khánh Bình và xã Khánh Đông.
Sau khi phân vạch điều chỉnh địa giới hành chính:
- Xã Khánh Bình có 3.419 hécta đất và 9.573 nhân khẩu.
- Xã Khánh Đông có 3.815 hécta đất và 9.370 nhân khẩu.

Ngày 2 tháng 2 năm 1991, Ban Tổ chức – Cán bộ Chính phủ ban hành Quyết định số 51/QĐ-TCCP về việc thành lập xã Khánh Bình Đông trên cơ sở xã Khánh Đông và xã Khánh Tây.
Ngày 6 tháng 11 năm 1996, Quốc hội ban hành Nghị quyết về việc chia tỉnh Minh Hải thành là tỉnh Bạc Liêu và tỉnh Cà Mau. Khi đó, xã Khánh Bình và xã Khánh Bình Đông thuộc huyện Trần Văn Thời, tỉnh Cà Mau.
Tính đến ngày 31/12/2024:
- Xã Khánh Bình có 9 ấp: 1/5, 4, 19/5, Chống Mỹ, Kinh Hội, Ông Bích, Phạm Kiệt, Rạch Bào, Rạch Cui.
- Xã Khánh Bình Đông có 16 ấp: 2, 2B, 4, 5, 6, 7, 8, 9, 12A, 12B, Lung Bạ, Minh Hà A, Minh Hà B, Rạch Nhum, Tham Trơi, Tham Trơi B.

Ngày 16 tháng 6 năm 2025, Ủy ban Thường vụ Quốc hội ban hành Nghị quyết số 1655/NQ-UBTVQH15 về việc sắp xếp các đơn vị hành chính cấp xã của tỉnh Cà Mau năm 2025 (nghị quyết có hiệu lực từ ngày 16 tháng 6 năm 2025). Theo đó, sáp nhập toàn bộ 67,6 km² diện tích tự nhiên, quy mô dân số là 25.441 người của xã Khánh Bình Đông thuộc huyện Trần Văn Thời vào toàn bộ 36,9 km² diện tích tự nhiên, quy mô dân số là 14.382 người của xã Khánh Bình thuộc huyện Trần Văn Thời.
Xã Khánh Bình có 104,5 km² diện tích tự nhiên và quy mô dân số là 39.823 người.

## Kinh tế
Cũng như các khu vực khác ở Cà Mau, xã này có địa hình chủ yếu là kênh rạch chằng chịt, nước lợ. Giao thông thủy thịnh hành. Ngành nghề chủ yếu là đánh bắt thủy hải sản và nuôi trồng thủy sản nước lợ như cua, tôm sú, tôm càng xanh.